# حاج صالح لوسی
حاج صالح لوسی، روستایی از توابع بخش مرکزی شهرستان شوش در استان خوزستان ایران است.

## جمعیت
این روستا در دهستان حسین‌آباد (شوش) قرار دارد و براساس سرشماری مرکز آمار ایران در سال ۱۳۸۵، جمعیت آن ۴۶۷ نفر (۵۹خانوار) بوده‌است.